# Катерина Елизабет фон Брауншвайг-Люнебург
Вижте пояснителната страница за други личности с името Елизабет фон Брауншвайг-Люнебург.
Катерина Елизабет фон Брауншвайг-Люнебург (на немски: Katharina Elisabeth von Braunschweig-Lüneburg; * 1385; † 3 април 1417/1423) от род Велфи (клон Стар Дом Брауншвайг), е принцеса от Брауншвайг-Люнебург и чрез женитба херцогиня на Шлезвиг-Холщайн и графиня на Холщайн-Рендсбург и регентка от 1404 до 1415 г.

## Живот
Тя е най-възрастната дъщеря на херцог Магнус II фон Брауншвайг-Люнебург († 1373) и съпругата му Катарина фон Анхалт-Бернбург († 1390), дъщеря на княз Бернхард III фон Анхалт-Бернбург († 1348).
Катерина Елизабет се омъжва през 1391 г. за херцог Герхард VI фон Холщайн-Рендсбург († 1404). Герхард VI пада убит в битка на 4 август 1404 г. и тя поема регентството до 1415 г.

## Деца
Катерина Елизабет и Герхард VI фон Шлезвиг-Холщайн имат децата:
- Ингеборг (* 1396, † 1465), абатиса на Вадстена 1447 – 1452, 1457 – 1465
- Хайнрих IV (* 1397, † 1427), херцог на Шлезвиг и граф на Холщайн
- Хайлвиг (* 1400, † 1436), омъжена от 1423 г. за граф Дитрих фон Олденбург († 1440), майка на Кристиан I, крал на Дания
- Адолф VIII (* 1401, † 1459), херцог на Шлезвиг и граф на Холщайн
- Герхард VII (* 1404, † 1433), херцог на Шлезвиг и граф на Холщайн